# پیبادی (کانزاس)
پیبادی (به انگلیسی: Peabody) شهری در ایالت کانزاس کشور ایالات متحده آمریکا است که جمعیت آن در سرشماری سال ۲۰۱۰ میلادی، ۱٬۲۱۰ نفر بوده‌است.

## نگارخانه

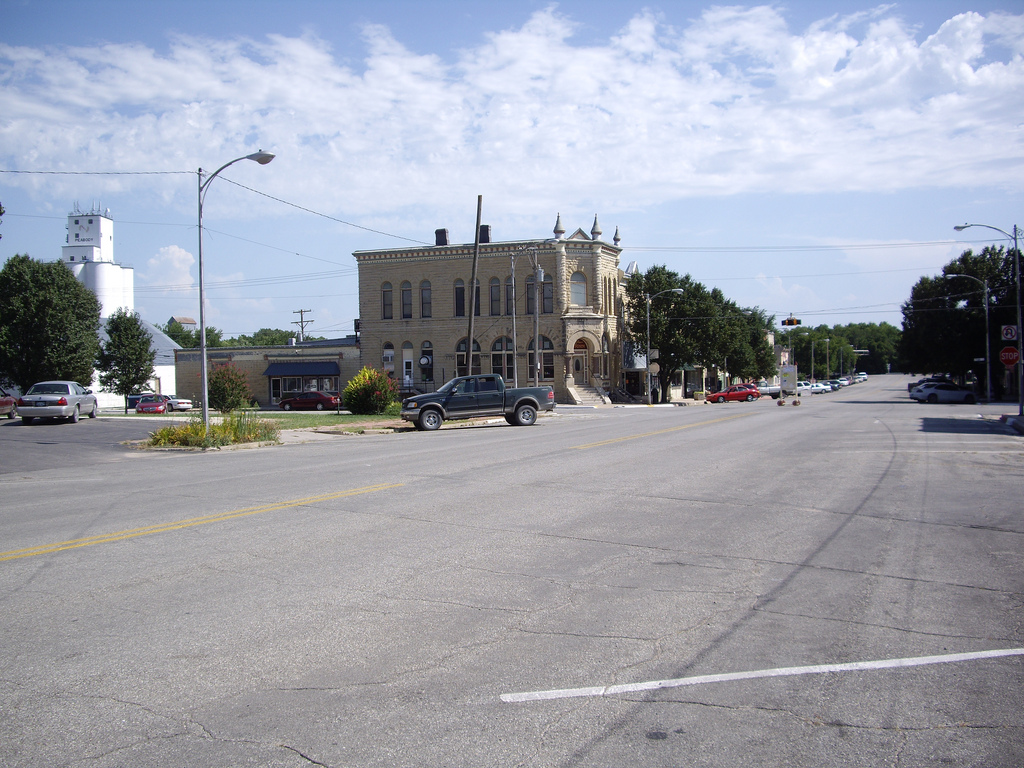
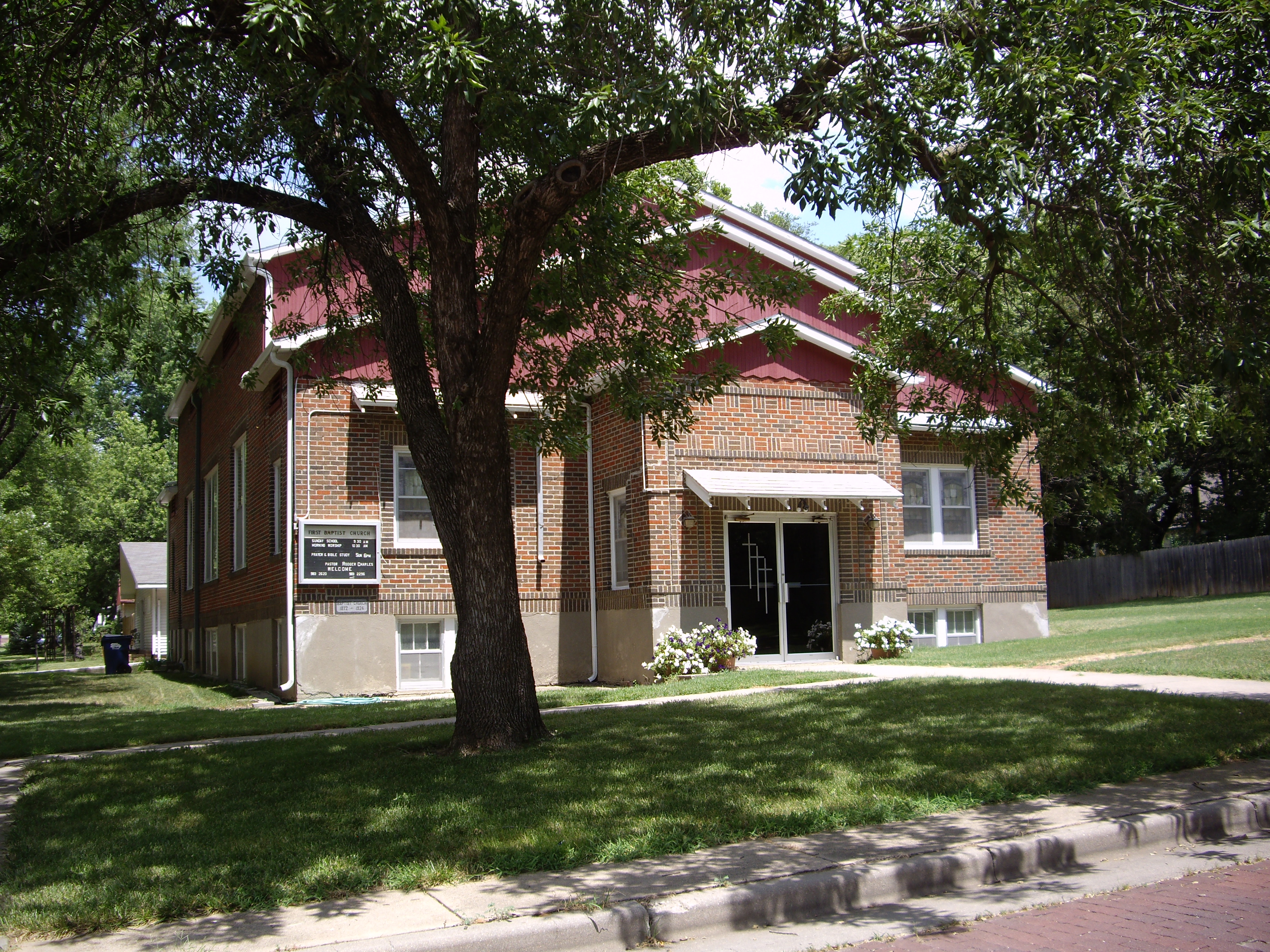
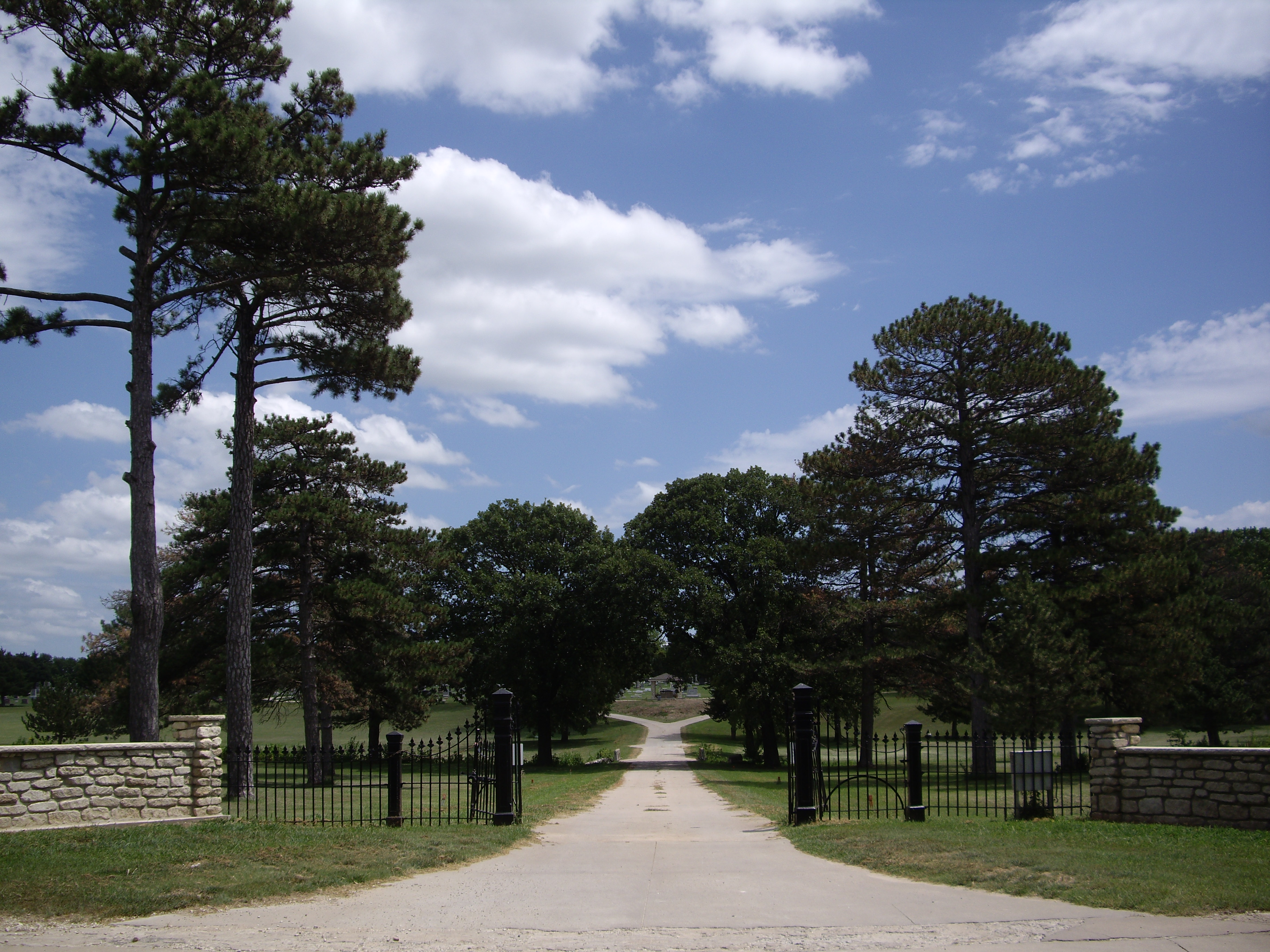